# Carina Round
 (décembre 2022).
Si vous disposez d'ouvrages ou d'articles de référence ou si vous connaissez des sites web de qualité traitant du thème abordé ici, merci de compléter l'article en donnant les références utiles à sa vérifiabilité et en les liant à la section « Notes et références ».
Carina Round est une auteure-compositrice-interprète britannique originaire de Wolverhampton situé dans les Midlands de l'Ouest de l'Angleterre.

## Jeunesse
Carina Round est née en 1979 en Italie et a découvert la musique à travers le tourne-disque qui lui fut offert à son cinquième anniversaire. Elle fut élève en primaire à l'école catholique Saint Mary ainsi qu'au lycée Heath Park.

## Carrière
À l'été 1996, à la suite d'un concert dans un club acoustique au sous-sol de Wolverhampton, Round a reçu un soutien de trois nuits au club de Ronnie Scott à Birmingham. Cela a conduit à soutenir des machines à sous avec des artistes comme David Gray, Miles Hunt, Ben Christophers, Mark Eitzel,  Cousteau, Elbow, I Am Kloot, Turin Brakes, Ed Harcourt et Ryan Adams, qui après l'avoir soutenu dans Birmingham, l'a invitée à être son invitée à ses spectacles à Londres. Lors de ces spectacles, ils ont de nouveau interprété leur chanson co-écrite "Idiots Dance" et "Come Pick Me Up" en rappel. Les mois suivants ont vu Round rejoint par Simon Jason Smith à la contrebasse, Marcus Galley à la batterie et le guitariste Tom Livemore. Leur premier concert ensemble était un soutien spécial pour Coldplay au Birmingham Songwriters Festival.
Ce groupe a enregistré son premier album The First Blood Mystery aux Magic Garden Studios avec son ami et producteur Gavin Monaghan. L'album a été enregistré et mixé en dix jours, et sorti au Royaume-Uni via Animal Noise en 2001. Round a ensuite fait une tournée au Royaume-Uni avec Glenn Tilbrook.
Elle revient en 2003 avec The Disconnection, à nouveau enregistré aux Magic Garden Studios avec Gavin Monaghan. L'album est sorti au Royaume-Uni avec une pochette d'Anoushka Fisz (épouse de Dave Stewart de Eurythmics qui l'a soutenue depuis), puis sorti en 2004 avec un autre, moins visuellement photo de couverture inquiétante, sur Interscope aux États-Unis. L'album a été comparé à Björk, Jeff Buckley et Robert Plant. Round a promu The Disconnection avec une tournée au Royaume-Uni à la fin de 2003, et une autre tournée en janvier 2004. Cela a été suivi d'une tournée d'un mois aux États-Unis avant de retourner au Royaume-Uni pour une autre tournée avec Damien Dempsey et James Blunt.
Round a déménagé à Los Angeles en 2005 pour produire Slow Motion Addict avec Glen Ballard, qui présentait un son plus accessible et agrémenté d'électronique. La sortie de l'album a été retardée d'une année complète, mais a finalement été publiée aux États-Unis en 2007.
Cette même année, elle est apparue sur "Cruel Melody", la chanson titre de Cruel Melody de Black Light Burns, un groupe dirigé par le guitariste de Limp Bizkit Wes Borland . Toujours en 2007, Round a été choisie comme première partie  d'Annie Lennox pour sa tournée américaine, qui a été suivie de dates au Royaume-Uni plus tard cette année-là et au début de 2008.
Le 12 mai 2009, Carine a sorti un EP de cinq titres intitulé Things You Should Know. Le EP est disponible en version numérique générale, avec des copies physiques disponibles uniquement lors de ses spectacles. Les précommandes du EP numérique étaient accompagnées de deux titres supplémentaires - des versions acoustiques de "Do You" et "For Everything a Reason". Une vidéo et un remix sont disponibles pour le premier titre du EP, "Backseat".
À l'automne 2009, elle est devenue un membre en tournée de Puscifer, Maynard James Keenan's Arizona projet basé sur Arizona, travaillant sur leur album Conditions of My Parole et a commencé en première partie de la tournée.
Pendant ce temps, Carine a également chanté sur l'album  Dynamite Steps  des Twilight Singers . Elle a également travaillé à nouveau avec Ballard et le compositeur nommé aux Oscars John Debney sur une chanson composée pour le film Valentine's Day. Elle a écrit avec le nommé aux Oscars Marco Beltrami, et a terminé un album avec son projet parallèle alt-country Early Winters, qui a été auto-publié plus tôt dans l'année.
Ses chansons For Everything A Reason et Do You sont présentées dans la série FX American Horror Story.
En octobre 2011, il a été annoncé que Carina serait à nouveau en tournée avec Puscifer. Elle a ouvert pour Puscifer lors du spectacle d'ouverture Seattle, Washington de la tournée nord-américaine Conditions of My Parole le 7 novembre 2011. Cela s'ajoutait à la performance en tant que membre de Puscifer.
Carina Round a sorti  Tigermending , un album de 11 titres produit par Round et Dan Burns le 1er mai 2012 via Dehisce Records et distribué via The Orchard. Les collaborateurs incluent Dave Stewart et Brian Eno ("The Secret of Drowning") et Billy Corgan ("Got to Go (2000 Years BC Mix").
Elle apparaît également en tant que chanteuse invitée sur Valleyheart, l'album de 2013 de l'auteur-compositeur-interprète canadien Justin Rutledge, qui est l'un des compagnons de groupe de Round dans Early Winters. Elle a également contribué au chant de la chanson "Turn Around" de son album "Early Widows".
En avril 2013, elle s'est produite avec Puscifer à Coachella et Lollapalooza au Chili et au Brésil.
En février 2014, elle apparaît en tant que chanteuse invitée sur le morceau "I Feel" de l'album "Good Soldier" de Sierra Swan, produit par Billy Corgan. Elle est également apparue comme chanteuse sur les morceaux "In My Room" et "The Truth Is..." de l'album "Girl Who Cried Wolf" de Sierra Swan et a collaboré avec Sierra Swan en plus de Joel Shearer, Blair Sinta et Curt Schneider sur un projet appelé "Pushka", contribuant au chant.
en 2014, elle a collaboré avec Aiden Hawken sur la chanson "Come Undone" de l'album Making Patterns Rhyme: A Tribute to Duran Duran.
Elle a fourni des voix d'invité sur "Tower" sur l'album "All This Time" de The Beta Machine.
En 2016 et 2019, elle a tourné avec Tears for Fears, aux chœurs et au chant sur "Woman in Chains". Elle a également interprété des chœurs sur quatre chansons du dernier album de Tears For Fears, The Tipping Point, sorti en 2022.

## Discographie
- 2001 - The First Blood Mystery
- 2003 - The Disconnection
- 2004 - Into My Blood (Single)
- 2004 - Lacuna (EP)
- 2007 - Slow Motion Addict
- 2009 - Things You Should Know (EP - sorti le 12 mai 2009)
- 2011 - The First Blood Mystery (10 Year Anniversary Edition) - Ré-édition du premier album en vinyle 12" et en téléchargement avec des nouvelles versions acoustiques des titres "The Waves" et "Ribbons" ainsi que la démo 4 pistes "Lightbulb Song"
- 2011 - "The Last Time" (Single) - sorti en novembre 2011 - duo avec Sierra Swan comprenant également un remix de "‘Girl and the Ghost" par Puscifer sur un vinyle 7" en édition limitée
- 2012 - Tigermending (sorti le 1er Mai 2012)

### AvecPuscifer
- 2009 - "C" Is for (Please Insert Sophomoric Genitalia Reference Here)
- 2010 - Sound into Blood into Wine
- 2011 - Conditions of My Parole
- 2015 - Money Shot
- 2020 - Existential Reckoning

### AvecEarly Winters
- 2012 - Early Winters (Album)
- 2014 - Vanishing Act
- 2017 - I Want to Break Your Heart

### AvecTears For Fears
- 2022 : The Tipping Point - Chœurs sur 4 chansons.